# Minyomerus constrictus
Minyomerus constrictus (лат.) — вид жуков-долгоносиков рода Minyomerus из подсемейства Entiminae. Северная Америка.

## Распространение
США, Аризона, Калифорния.

## Описание
Мелкие жуки-долгоносики, длина самок от 3,33 до 4,17 мм; длина рострума (хоботка) 0,49—0,63 мм. Длина самцов 2,78—3,52 мм. Основная окраска тела от оранжево-коричневой до чёрной.
Покровы несут прижатые чешуйки (мелкие, беловатые и коричневые), которые имеют субокруглую форму и сзади перекрываются; голова направлена немного вентрально; задние лапки короче, чем задние голени; на всех лапках отсутствуют подушечки щетинок, но имеются толстые щипики.
Ассоциированы с такими растениями, как Larrea tridentata (Zygophyllaceae) и Pyrus kawakami (Rosaceae). Личинки предположительно питаются на корнях растений.
Вид впервые описан в 1888 году американским колеоптерологом Томасом Кейси (1857—1925), а его валидный статус был подтверждён в 2015 году американскими энтомологами Майклом Янсеном (Michael Andrew Jansen) и Нико Францем (Nico M. Franz; Arizona State University, Темпе, США).